# John Beckett
John Warburton Beckett (11 de octubre de 1894, Londres, Inglaterra - Ibídem, 28 de diciembre de 1964) fue una figura destacada en la política británica entre las guerras mundiales, tanto en el Partido Laborista como en los movimientos fascistas.

## Primeros años
Beckett nació en Hammersmith, Londres, hijo de William Beckett, un draper, y su esposa Dorothy (nacida Salmon), una mujer de ascendencia judía, nacida en el judaísmo pero abandonó la fe para casarse con Beckett. Según su hijo Francis, fue bautizado como Jack William Beckett, pero asumió el nombre de John Warburton Beckett en 1918. Fue educado en Latymer Upper School hasta la edad de 14 años cuando su padre perdió todo su dinero en un plan dirigido por el famoso estafador Horatio Bottomley y ya no podía pagar las tarifas; Como resultado, el joven John se vio obligado a trabajar como un chico de los recados. Al estallar la Primera Guerra Mundial, se alistó en el Regimiento Middlesex antes de ser transferido a la Infantería ligera Shropshire del Rey poco después. Fue invalidado fuera del ejército en 1916 debido a un defecto cardíaco.

## Carrera política
Después de servir en el ejército durante la Primera Guerra Mundial, Beckett estableció la Unión Nacional de Exmilitares en 1918 para atender las necesidades de los veteranos de guerra (aunque finalmente fue absorbida por la posterior Legión Real Británica que no logró el reconocimiento del Partido Laborista). En este momento también se unió al Partido Laborista Independiente, sentado en el Consejo Hackney de 1919 a 1922. 
Beckett se presentó por primera vez al Parlamento en las elecciones generales de 1923, pero no logró capturar Newcastle upon Tyne North. Fue elegido diputado laborista por Gateshead en 1924, trasladándose a Peckham en 1929, después de lo cual se desempeñó como látigo de ILP. En estos primeros años, Beckett era considerado un aliado cercano de Clement Attlee, junto con quien había trabajado como agente del Partido Laborista antes de su elección al Parlamento. Logró notoriedad en 1930 cuando levantó la maza ceremonial durante un debate de los Comunes sobre la suspensión de Fenner Brockway y tuvo que ser arrebatado en la puerta. Como activista, Beckett se destacó por sus discursos ardientes y apasionados. Beckett se opuso a la formación del Gobierno Nacional de Ramsay MacDonald y regresó al pliegue de ILP en 1931, sin poder mantener su asiento, con la votación dividida entre tres candidatos "laboristas". Al retirarse de la política activa, visitó Italia, donde quedó impresionado por el estado corporativo que se había establecido.

## Fascismo
Beckett se unió a la Unión Británica de Fascistas en 1934 y en poco tiempo se había levantado a través del partido para convertirse en Director de Publicaciones (sirviendo como editor de las publicaciones BUF, Action y Blackshirt, por un tiempo). Ganó cierta notoriedad por su activismo, como cuando fue arrestado fuera del Palacio de Buckingham durante la crisis por la abdicación de Eduardo VIII y también por ser el único activista de la BUF en ganar un caso judicial contra sus oponentes, asegurando £1.000 en daños en un demanda de calumnia contra una organización antifascista (aunque se disolvió antes de que se cobrara el pago). Beckett, sin embargo, luchó para volver a conectarse con sus antiguos partidarios de la izquierda y en 1934, cuando regresó a Gateshead y Newcastle upon Tyne para hablar, se encontró con grandes multitudes hostiles y gritos de "Traidor". Se vio obligado a cancelar uno de esos compromisos de habla cerca de Newcastle el 13 de mayo de 1934 cuando una multitud de alrededor de 1.000 antifascistas se apresuró al escenario en el que debía hablar.
Después de los éxitos iniciales, el BUF comenzó a tambalearse y comenzó a convertirse en dos facciones, una militarista dirigida por Neil Francis Hawkins y F. M. Box, y una más política que esperaba convertir a las masas al fascismo bajo Beckett y William Joyce. En 1937, Oswald Mosley despidió a Beckett de su puesto asalariado, en parte debido a la falta de fondos, pero también debido al creciente apoyo de Mosley para el ala Hawkins. Beckett pronto regresó a la política al formar la Liga Nacional Socialista junto con William Joyce, aunque su membresía no duró mucho, ya que dejó la Liga en 1938, decepcionado por Hitler y argumentando que Joyce estaba siendo demasiado extremista en sus arrebatos públicos antisemitas.
Mientras era una figura destacada en la Liga, también fue prominente en el Consejo Británico contra los compromisos europeos, un intento del vizconde Lymington de establecer un movimiento general de derechistas opuestos a la guerra con Alemania. Continuó su estrecha asociación con Lymington después de su partida de la Liga, y la pareja lanzó un diario, The New Pioneer, que tendía a reflejar una visión mundial fuertemente antisemita y proalemana. Dejó el diario a mediados de 1939 para convertirse en secretario honorario del Partido Popular Británico (BPP), un partido recientemente establecido controlado por Lord Tavistock. Después del estallido de la guerra, se convirtió en secretario del Consejo Británico para el Asentamiento Cristiano en Europa, un grupo que buscaba un acuerdo de paz rápido.
Beckett fue uno de los principales fascistas y nacionalistas que fueron internados bajo el Reglamento de Defensa 18b durante la Segunda Guerra Mundial. Pasó su internamiento en HM Prison Brixton, un campo de internamiento en la Isla de Man y luego de regreso en Brixton, siendo trasladado cada vez después de enfrentarse con miembros de BUF con los que fue encarcelado. Mientras estaba encarcelado, Beckett recibió instrucciones de un capellán católico y posteriormente se convirtió al catolicismo. Fue puesto en libertad antes del final de la guerra por problemas de salud. El hijo de Beckett, Francis, considera que su padre salió de prisión mucho más racista y, en particular, antisemita, que él, como es común después de la detención, y había internalizado su ira. Al liberar a Beckett, no se le permitió vivir a menos de 20 millas de Londres o viajar a más de cinco millas de su casa, reactivó el BPP y representó al grupo en conversaciones con A. K. Chesterton, quien había organizado un grupo al que llamó " Frente Nacional después de la Victoria" con la esperanza de desarrollar un grupo unido nacionalista que pueda disputar las primeras elecciones de posguerra. El esquema no fue un éxito y Beckett rechazó la fusión.

## Actividad posguerra
Después de la guerra, Beckett y su esposa estuvieron bajo vigilancia constante por la agencia de inteligencia MI5 hasta al menos 1955, con sus movimientos seguidos y grabadas conversaciones telefónicas. Justo después de la guerra, Beckett encontró empleo administrativo en un hospital, pero fue despedido por instigación secreta del oficial del MI5 a cargo del caso, Graham Mitchell. No pudo encontrar el "trabajo tranquilo y normal" que su esposa esperaba; el único trabajo que pudo obtener fue que su patrón, el duque de Bedford, le pagara para dirigir el partido neofascista del pueblo británico.
El primer papel importante de Beckett en la posguerra fue liderar una campaña de clemencia para su antiguo colega William Joyce, quien enfrentaba la pena de muerte por traición. La campaña no fue un éxito: Joyce fue ejecutado. En 1946, Beckett cooperó con un joven Colin Jordan y le dio un puesto en el consejo nacional de BPP, pero la asociación duró poco ya que Jordan pronto convirtió a Arnold Leese en su mentor.
En 1953, el marqués de Tavistock, quien para entonces se había convertido en el 12.º duque de Bedford, murió y el BPP, que él había financiado, fue liquidado. Los ingresos de Beckett cesaron (fue asalariado como líder de BPP) y el nuevo duque, que no compartía la política de su padre, se trasladó para desalojar a Beckett de su hogar en la propiedad de la familia. Beckett comenzó una revista de consejos de bolsa llamada Asesoramiento e información y finalmente compró Thurlwood House, donde había estado viviendo, de los administradores de la finca en 1958.
Habiendo vendido la casa y regresado a Londres en 1962, a Beckett le diagnosticaron cáncer de estómago en 1963. Sobrevivió hasta el año siguiente, muriendo el 28 de diciembre. Fue incinerado.

## Vida personal
La familia Beckett se originó en la zona rural de Cheshire. Su madre era hija de un joyero judío, cuya familia se negó a asistir a la boda. Mientras estaba en el ejército, Beckett conoció a Helen Shaw y se casó con ella cuatro días después. La pareja tuvo una hija Lesley, pero se separó a mediados de la década de 1920 debido a la infidelidad de Beckett.
Su segunda esposa fue Kyrle Bellew, una actriz de teatro de una conocida dinastía de actores. Su vida matrimonial fue de corta duración, pero Bellew se negó a divorciarse de Beckett a pesar de que vivieron separados durante dieciocho años.
Posteriormente vivió con Anne Cutmore, y su hijo Francis Beckett nació en 1945; se casaron en 1963. Cutmore fue por un tiempo secretario de Robert Forgan en la sede de la BUF.